# 양산 통도사 안양암 함평11년명 신중도
양산 통도사 안양암 함풍11년명 신중도(梁山 通度寺 安養庵 咸豊十一年銘 神衆圖)는 대한민국 경상남도 양산시 안양암에 있는 조선시대의 신중도이다. 
2001년 9월 27일 경상남도의 유형문화재 제366호 안양암 함풍11년명 신중도으로 지정되었다가, 2018년 12월 20일 현재의 명칭으로 변경되었다.

## 개요
신중도는 대승불교에서 호법선신(護法善神)으로 봉안되어 신앙의 대상이 된 신중(神衆)을 알기 쉽게 그림으로 나타낸 예배용 불화이다.
이 신중도는 통도사 안양암 금당에 모셔져 있는 신중탱화로서, 비단 바탕에 채색하여 그렸으며, 크기는 전체 121㎝×128㎝이다. 
상·하 2단으로 된 화면의 상단에는 연꽃가지 1개를 오른손에 들고 보관을 쓴 석가여래를 가운데 모시고 그 주위에 천상중을 배치하였다. 화면의 중앙에 해당하는 하단 가운데에는 날개 달린 투구를 쓴 동진보살을 모시고 그 주위에 신중상을 배치하였다.
화면에 적혀져 있는 기록에 의하면 이 신중도는 조선 철종 11년(1861)에 금어(金魚)인 의행(誼幸)·덕화(德化) 등이 참여하여 제작되었음을 알 수 있다. 또한 이 신중탱을 봉안하였던 곳을 대암(大菴, 큰절)이라 하고 있어, 이 신중도의 뛰어난 격과 통도사 소속 암자내에서 안양암의 위치가 일치함을 보여준다.
석가여래와 동진보살을 중심으로 이루어진 보기 드문 신중도로 조선 후기 불교회화사와 사상사연구에 중요한 자료이다.

## 참고 자료
- 양산 통도사 안양암 함평11년명 신중도 - 국가유산청 국가유산포털